# Herbert Volwahsen
Herbert Volwahsen (* 11. Oktober 1906 in Skorischau, Niederschlesien; † 23. März 1988 in Murnau am Staffelsee) war ein deutscher Bildhauer und Hochschullehrer.

## Leben
Nach dem Besuch des Maria-Magdalenen-Gymnasiums in Breslau absolvierte er zunächst eine Lehre an der Holzschnitzschule Bad Warmbrunn im Riesengebirge. Von 1925 bis 1931 studierte Volwahsen an der Kunstakademie Dresden bei Richard Born. Von 1929 an war er außerdem Meisterschüler bei Karl Albiker. Während des Studiums arbeitete er in verschiedenen Ateliers, nach dem Abschluss als freischaffender Künstler in Dresden.
Neben seiner bildhauerischen Tätigkeit interessierte er sich auch für Ausdruckstanz. Er kam in Kontakt mit den Ausdruckstänzerinnen Mary Wigman und deren Schülerin Gret Palucca, die 1925 ihre eigene Tanzschule in Dresden gründete. Die Fotografien der Ausdruckstänze von Volwahsen zeigen den Blick des Bildhauers auf die Tanzfiguren, und die Formensprache findet ihren Niederschlag in einigen Skulpturen. Durch die Beschäftigung mit dem Ausdruckstanz erhalten die Plastiken Volwahsens Dynamik und innere Bewegung.
Wenige Monate nach der „Machtergreifung“ der Nationalsozialisten bekannte er sich im Juni 1933 öffentlich zum nationalsozialistischen Kunstverständnis.
1933 erhielt er den Ilgen-Kulturpreis des Landes Sachsen für die Skulptur Die Geblendete. Von 1935 bis 1953 hatte er sein Atelier im Künstlerhaus Dresden-Loschwitz. In dieser Zeit schuf Volwahsen neben freien Arbeiten auch zahlreiche Auftragswerke, vor allem in Kirchen im Rheinland, in Sachsen und in Berlin. Auf der „Luftwaffen-Ausstellung Kunst der Front“, die vom 11. bis 25. Oktober 1941 in Brüssel gezeigt wurde, war Volwahsen mit insgesamt 13 Büsten und Standbildern vertreten, unter ihnen die Büsten der Flieger Wilhelm Wimmer und Werner Mölders.
1946 organisierte Volwahsen zusammen mit Will Grohmann, Josef Hegenbarth, Karl Hofer und Max Pechstein die erste Allgemeine Deutsche Kunstausstellung, die von August bis Oktober in Dresden stattfand. Auf dieser Ausstellung wurden zum ersten Mal nach dem Krieg die von den Nationalsozialisten verfemten Kunstwerke vom Expressionismus bis zur Abstraktion gezeigt. Volwahsen setzte sich in diesen Jahren intensiv für die Belange der Künstler in Dresden ein, so war er von 1945 bis 1946 Präsident der Landeskammer der bildenden Künste Sachsens, bis diese in die Gewerkschaft FDGB überführt wurde.
Zwischen 1946 und 1948 entstand das Großrelief „Passion“ für den Gertraudenfriedhof in Halle (Saale). Unter dem Eindruck einer Begegnung mit ausgemergelten KZ-Häftlingen und des Bombenangriffs auf Dresden, den er von Loschwitz aus miterlebte, schuf Volwahsen das fünf Meter lange Werk.
Nach der Verleihung des Kunstpreises der Stadt Köln im Jahr 1952 an Volwahsen und Bernhard Heiliger, Ernst Wilhelm Nay und Georg Meistermann entstand der Entschluss zur Flucht aus der DDR in den Westen, da Volwahsen sich nicht in der Lage sah, in Ostdeutschland seine künstlerische Arbeit ungehindert fortzusetzen. Er ging 1953 zuerst mit seiner Familie nach Uffing am Staffelsee. Ende 1955 zog er nach Bielefeld um, wo er 1956 als Fachbereichsleiter für Plastik an die Werkkunstschule berufen wurde. 1964 wurde er Professor an der Fachhochschule Dortmund. Nach dem Ende seiner Lehrtätigkeit zog er 1972 nach Murnau am Staffelsee in sein Atelierhaus. Hier entstanden vor allem Porträts und kleinerformatige Arbeiten, aber auch größere Plastiken wie die Aria.
Seiner ersten Ehe mit Anne Volwahsen geb. Rose entstammen die Kinder Barbara Wishy, Catherine Philippon und Andreas Volwahsen, der zweiten Ehe mit Dorothee Volwahsen geb. Weber der Sohn Veit Volwahsen.

## Öffentliche Skulpturen

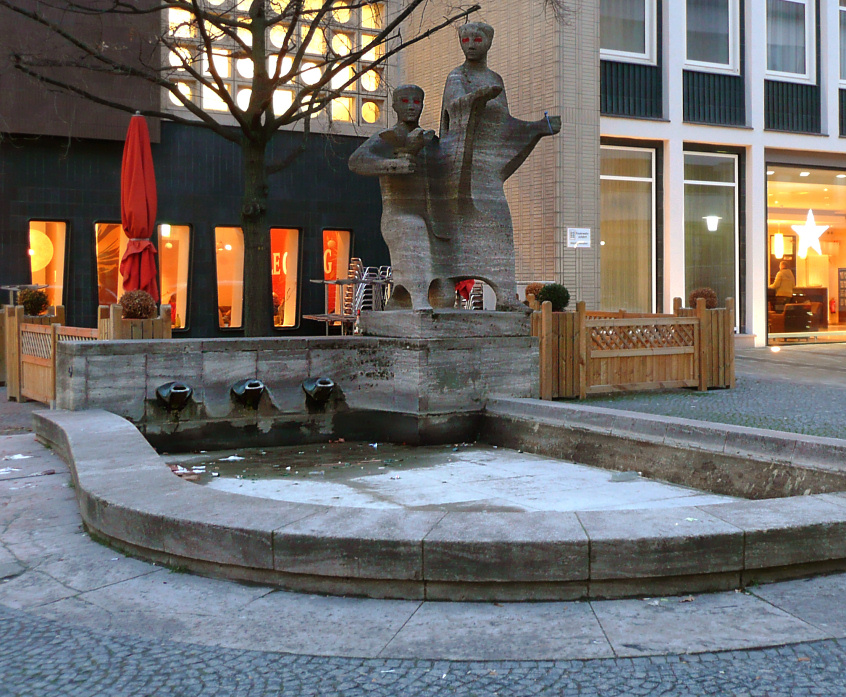
Brunnen in Hannover

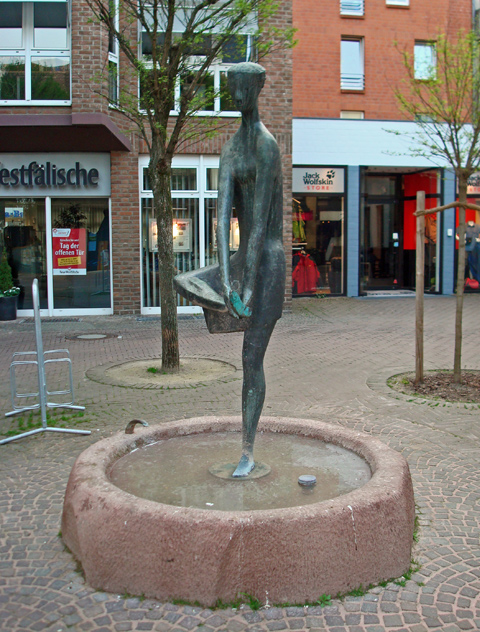
Die Fußwaschende, Gütersloh

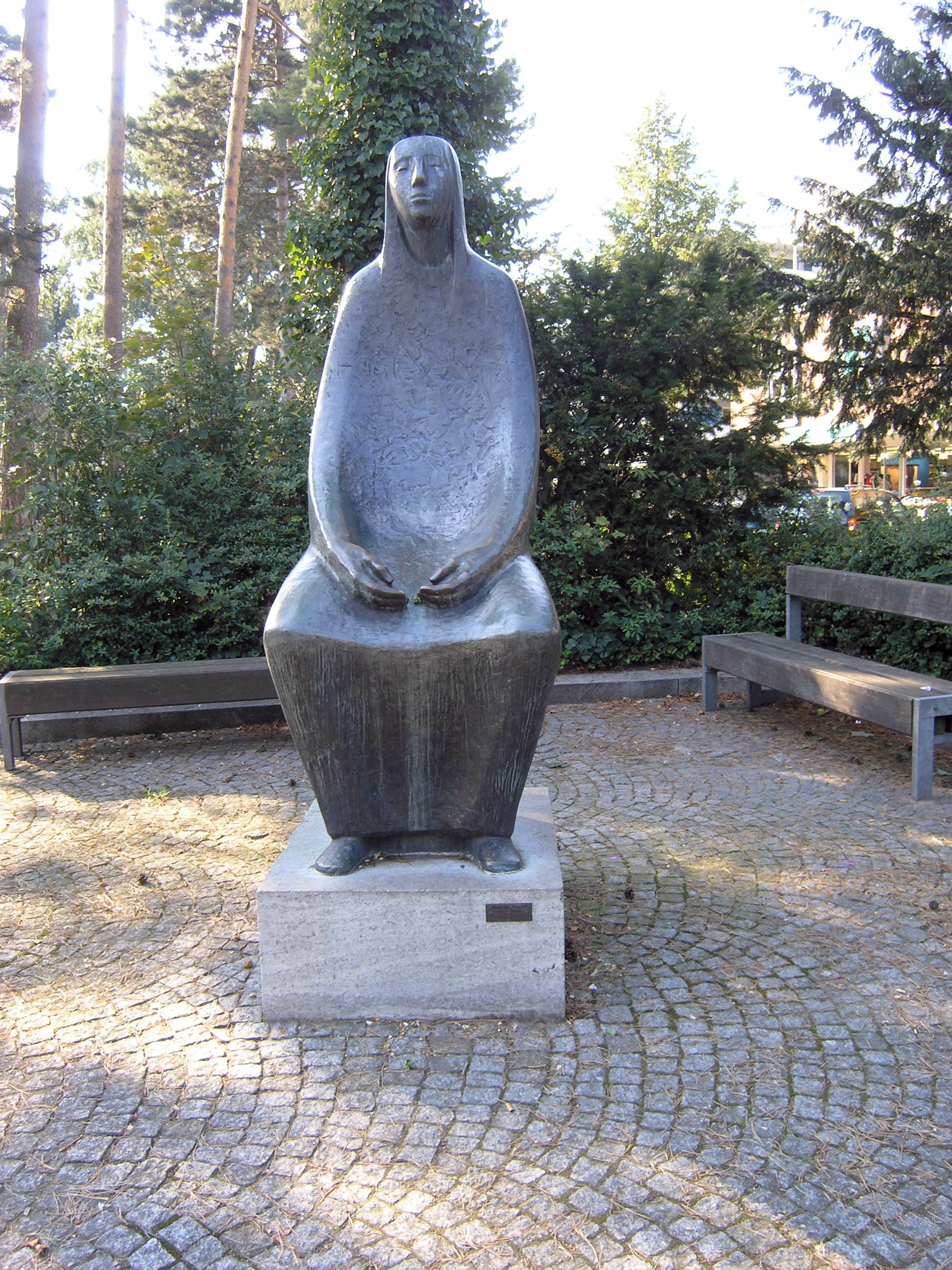
Nach der Flucht, Espelkamp

- 1946–1948: Relief Passion, Kalkstein, auf dem Gertraudenfriedhof in Halle (Saale)
- 1956: Brunnen vor dem Fernmeldeamt Hannover, Muschelkalk, genannt „Postbrunnen“
- 1958: Mahnmal für die Toten der Kriege, Bronze, in Werther (Westfalen)
- um 1960: Bauplastik Der fliegende Engel und Bronze-Kruzifix in der Evangeliumskirche in Gütersloh
- 1960: Die Fußwaschende, Bronze, in der Innenstadt von Gütersloh
- 1960: Die Schreitende, im Innenhof des Landeshauses in Münster
- 1963: Merkurbrunnen in Bielefeld
- 1966: Nach der Flucht, Espelkamp
- 1968: Mahnmal für alle Opfer von Krieg und Gewaltherrschaft, Bronze, auf dem Südfriedhof in Herne

## Ausstellungen
- 1936: Kunstausstellung Kühl, Dresden
- 1976: Kunstverein Gütersloh
- 2005: Kunsthalle Bielefeld, anlässlich der Umsetzung des Merkur-Brunnens

### Ausstellungen zum 100. Geburtstag
- 2006: Kunstcentrum Alte Molkerei, Worpswede
- 2006: Haus des Deutschen Ostens, München
- 2006: Kunstverein Murnau „Die Tür“, Skulpturen, Zeichnungen, Fotografien
- 2008: Haus Schlesien, Königswinter, Die Zeitlosigkeit der Form

### Ausstellungsbeteiligungen
- 1946: Dresden, Erste Allgemeine Deutsche Kunstausstellung
- 1952: Köln, Künstlerbundausstellung
- 1956: Recklinghausen, Deutsche Kunstpreisträger seit 1945
- 1988: Berlinische Galerie im Martin-Gropius-Haus, Stationen der Moderne
- 1990: Dresden, Ausgebürgert-Künstler aus der DDR 1949–1989
- 1994: Kunsthalle Mannheim, Menschenbilder -Figur in Zeiten der Abstraktion 1945–1955
- 1998: Leonhardi-Museum, Dresden-Loschwitz, 100 Jahre Künstlerhaus Loschwitz
- 2012: Galerie am Blauen Wunder, Dresden, 21. Sommerausstellung – Herbert Volwahsen – Peter Junghanß – Libuscha Bambula

## Ehrungen
- 1952: Kunstpreis der Stadt Köln[5]
- 1953: Ilgen-Preis der Sächsischen Regierung[5]
- 1979: Kulturpreis Schlesien des Landes Niedersachsen[5]